# Campeonato Nacional Feminino
O Campeonato Nacional Feminino (Liga BPI por razões de patrocínio) é o principal escalão do sistema de ligas de futebol feminino em Portugal, criado na época 1985–86 pela Federação Portuguesa de Futebol. É disputado por doze equipas, num sistema de promoção e despromoção com a Segunda Divisão.
Desde a época 2018–19 o campeonato tem a denominação de Liga BPI devido a um acordo de patrocínio entre o banco português e a Federação Portuguesa de Futebol.
No final da época 2023–24 ocupava o 5.º lugar no ranking da UEFA, o que significa que na época seguinte o campeão tem acesso direto à fase de grupos da Liga dos Campeões, o 2.º classificado à 3.ª pré-eliminatória da competição e o 3.º classificado à 2.ª pré-eliminatória.
Adicionalmente, as equipas deste escalão disputam a Taça de Portugal Feminina, entrando na 3ª eliminatória. As equipas apuradas para a 2ª fase de Apuramento do Campeão disputam também a Taça da Liga Feminina.
Em 38 edições do Campeonato Nacional Feminino, o Sociedade União 1.º Dezembro venceu o maior número de títulos, com 12 títulos conquistados.
O atual campeão nacional é o Sport Lisboa e Benfica, após conquistar quatro títulos consecutivos, com o primeiro título na época de 2020–21 e o mais recente em 2024–2025.

## História
Em 1985–86, a Taça Nacional de Futebol Feminino foi criada pela Federação Portuguesa de Futebol. Disputada de maneira semelhante ao extinto Campeonato de Portugal, foi a competição que determinou o campeão nacional até à época de 1992–93.
A partir de 1993–94, o torneio knock-out foi substituído pelo Campeonato Nacional de Futebol Feminino, uma competição composta por 21 equipas em duas fases distintas. Na primeira fase as equipas eram divididas por três zonas, com 7 equipas cada, jogando duas voltas. Os dois primeiros de cada zona eram classificados para a fase seguinte onde era decidido o campeão nacional.
Em 2005 foi criada a Segunda Divisão, sendo o principal escalão apenas constituído por 6 equipas, num formato de quatro voltas, onde o último classificado era despromovido, tendo em 2009–10 o número de equipas aumentado para 10 com apenas duas voltas e mais uma equipa despromovida, totalizando duas.
Na época 2016–17, as equipas do principal escalão de futebol masculino foram convidadas a formar uma equipa de futebol feminino. O Sporting Clube de Portugal, o Sporting Clube de Braga, o Grupo Desportivo Estoril Praia e o Clube de Futebol Os Belenenses responderam ao convite (o Boavista Futebol Clube já participava no Campeonato Nacional de Futebol Feminino) e assim foi criado um novo formato, constituído por 14 equipas, disputado num campeonato por pontos corridos.

## Formato
A Liga BPI na época desportiva 2024–25 é disputada por 12 clubes: nove clubes que asseguraram a manutenção na Prova, o vencedor da Segunda Divisão e o vencedor do Play-Off entre os dois principais escalões do futebol feminino português. Contudo, no final da temporada está prevista a redução para 10 equipas na Liga BPI de 2025–26.
Assim, na 1.ª Fase disputada por pontos corridos, os clubes classificados entre o 10.º e o 12.º lugares são automaticamente despromovidos. O clube classificado em 9.º apura-se para o Play-Off, disputando a presença na Liga BPI 2025–26. 

## Troféu
Entre 1986 e 2016, o troféu entregue ao campeão da Taça Nacional de Futebol Feminino/Campeonato Nacional Feminino permaneceu o mesmo.
Porém, com a mudança de formato na época 2016–17, um novo troféu foi desenhado pelo designer Nuno Duarte Martins. É propositadamente semelhante ao troféu entregue ao campeão do Campeonato Nacional de Futebol Masculino, simbolizando a igualdade de género.

## Competições da UEFA

### Acesso
O acesso à Liga dos Campeões Feminina da UEFA é feito tendo por base a posição do país no ranking da UEFA. Presentemente, época 2024–25, fruto do 5.º lugar no ranking, Portugal tem uma vaga direta na fase de grupos da Liga dos Campeões, para o campeão nacional, enquanto que o segundo e o terceiro classificado terá acesso à fase de qualificação.
| Classificação    | Competição        | Fase                 | Qualificação    |
| ---------------- | ----------------- | -------------------- | --------------- |
| Campeão Nacional | Liga dos Campeões | Fase de Grupos       | direta          |
| 2.º Lugar        | Liga dos Campeões | 3.ª Pré-Eliminatória | 2 eliminatórias |
| 3.º Lugar        | Liga dos Campeões | 2.ª Pré-Eliminatória | 3 eliminatórias |

### Ranking
| 2002/03 | 2003/04 | 2004/05 | 2005/06 | 2006/07 | 2007/08 | 2008/09 | 2009/10 | 2010/11 | 2011/12 | 2012/13 | 2013/14 | 2014/15 | 2015/16 | 2016/17 | 2017/18 |
| ------- | ------- | ------- | ------- | ------- | ------- | ------- | ------- | ------- | ------- | ------- | ------- | ------- | ------- | ------- | ------- |
| 7.º     | 22.º    | 26.º    | 31.º    | 28.º    | 30.º    | 26.º    | 24.º    | 27.º    | 27.º    | 29.º    | 29.º    | 31.º    | 27.º    | 28.º    | 27.º    |
| 2018/19 | 2019/20 | 2020/21 | 2021/22 | 2022/23 | 2023/24 | 2024/25 | 2025/26 |         |         |         |         |         |         |         |         |
| 24.º    | 23.º    | 23.º    | 17.º    | 9.º     | 5.º     | 6º      |         |         |         |         |         |         |         |         |         |

## Campeões nacionais
| Campeonato Nacional Feminino      | Campeonato Nacional Feminino                                                             | Campeonato Nacional Feminino                                                             | Campeonato Nacional Feminino                                                             | Campeonato Nacional Feminino                                                             |
| Época                             | Campeão                                                                                  | Vice-Campeão                                                                             | 3º lugar                                                                                 | 4º lugar                                                                                 |
| --------------------------------- | ---------------------------------------------------------------------------------------- | ---------------------------------------------------------------------------------------- | ---------------------------------------------------------------------------------------- | ---------------------------------------------------------------------------------------- |
|                                   |                                                                                          |                                                                                          |                                                                                          |                                                                                          |
| 2024-25                           | SL Benfica                                                                               | Sporting CP                                                                              | SC Braga                                                                                 | SC União Torrense                                                                        |
| 2023–24                           | SL Benfica                                                                               | Sporting CP                                                                              | Racing Power                                                                             | SF Damaiense                                                                             |
| 2022–23                           | SL Benfica                                                                               | Sporting CP                                                                              | SC Braga                                                                                 | FC Famalicão                                                                             |
| 2021–22                           | SL Benfica                                                                               | Sporting CP                                                                              | SC Braga                                                                                 | FC Famalicão                                                                             |
| 2020–21                           | SL Benfica                                                                               | Sporting CP                                                                              | SC Braga                                                                                 | FC Famalicão                                                                             |
| 2019–20                           | Campeonato interrompido devido à Pandemia de COVID-19 sem declaração de campeão nacional | Campeonato interrompido devido à Pandemia de COVID-19 sem declaração de campeão nacional | Campeonato interrompido devido à Pandemia de COVID-19 sem declaração de campeão nacional | Campeonato interrompido devido à Pandemia de COVID-19 sem declaração de campeão nacional |
| 2018–19                           | SC Braga                                                                                 | Sporting CP                                                                              | CF Benfica                                                                               | Boavista FC                                                                              |
| 2017–18                           | Sporting CP                                                                              | SC Braga                                                                                 | Estoril Praia                                                                            | Vilaverdense FC                                                                          |
| 2016–17                           | Sporting CP                                                                              | SC Braga                                                                                 | CF Benfica                                                                               | Valadares Gaia FC                                                                        |
| 2015–16                           | CF Benfica                                                                               | Clube Albergaria Mazel                                                                   | Valadares Gaia FC                                                                        | GDC A-dos-Francos                                                                        |
| 2014–15                           | CF Benfica                                                                               | Valadares Gaia FC                                                                        | Atlético Ouriense                                                                        | Fundação Laura Santos                                                                    |
| 2013–14                           | Atlético Ouriense                                                                        | GDC A-dos-Francos                                                                        | CF Benfica                                                                               | Clube Albergaria Mazel                                                                   |
| 2012–13                           | Atlético Ouriense                                                                        | Clube Albergaria Mazel                                                                   | União 1.º Dezembro                                                                       | Vilaverdense FC                                                                          |
| 2011–12                           | União 1.º Dezembro                                                                       | Vilaverdense FC                                                                          | Clube Albergaria Mazel                                                                   | Boavista Futebol Clube                                                                   |
| 2010–11                           | União 1.º Dezembro                                                                       | União Rec Cadima                                                                         | Escola Futebol Clube                                                                     | Leixões SC                                                                               |
| 2009–10                           | União 1.º Dezembro                                                                       | Escola Futebol Clube                                                                     | Clube Albergaria Mazel                                                                   | UD Oliveirense                                                                           |
| 2008–09                           | União 1.º Dezembro                                                                       | Boavista FC                                                                              | Beira Mar AC Almada                                                                      | Sport Maritimo Murtoense                                                                 |
| 2007–08                           | União 1.º Dezembro                                                                       | Boavista FC                                                                              | ARC Várzea                                                                               | Escola Futebol Clube                                                                     |
| 2006–07                           | União 1.º Dezembro                                                                       | Boavista FC                                                                              | ARC Várzea                                                                               | Escola Futebol Clube                                                                     |
| 2005–06                           | União 1.º Dezembro                                                                       | Sport Maritimo Murtoense                                                                 | ARC Várzea                                                                               | Boavista FC                                                                              |
| 2004–05                           | União 1.º Dezembro                                                                       | ARC Várzea                                                                               | Sport Maritimo Murtoense                                                                 |                                                                                          |
| 2003–04                           | União 1.º Dezembro                                                                       | ARC Várzea                                                                               | CF Benfica                                                                               |                                                                                          |
| 2002–03                           | União 1.º Dezembro                                                                       | CF Benfica                                                                               | Boavista FC                                                                              |                                                                                          |
| 2001–02                           | União 1.º Dezembro                                                                       | Gatões FC                                                                                | CF Benfica                                                                               |                                                                                          |
| 2000–01                           | Gatões FC                                                                                | União 1.º Dezembro                                                                       | Boavista FC                                                                              |                                                                                          |
| 1999–00                           | União 1.º Dezembro                                                                       | Gatões FC                                                                                | Boavista FC                                                                              |                                                                                          |
| 1998–99                           | Gatões FC                                                                                | Boavista FC                                                                              | União 1.º Dezembro                                                                       |                                                                                          |
| 1997–98                           | Gatões FC                                                                                | Boavista FC                                                                              | União 1.º Dezembro                                                                       |                                                                                          |
| 1996–97                           | Boavista FC                                                                              | União 1.º Dezembro                                                                       | ADC Lobão                                                                                |                                                                                          |
| 1995–96                           | ADC Lobão                                                                                | União 1.º Dezembro                                                                       | Boavista FC                                                                              |                                                                                          |
| 1994–95                           | Boavista FC                                                                              | ADC Lobão                                                                                | União 1.º Dezembro                                                                       |                                                                                          |
| 1993–94                           | Boavista FC                                                                              | 9 Abril Trajouce                                                                         | ADC Lobão                                                                                |                                                                                          |
| Taça Nacional de Futebol Feminino |                                                                                          |                                                                                          |                                                                                          |                                                                                          |
| Época                             | Campeão                                                                                  | Vice-Campeão                                                                             | 3º lugar                                                                                 | 4º lugar                                                                                 |
| 1992–93                           | Boavista FC                                                                              | 9 Abril Trajouce                                                                         | Sporting CP                                                                              |                                                                                          |
| 1991–92                           | Boavista FC                                                                              | União Ferreirense                                                                        | Sporting CP                                                                              |                                                                                          |
| 1990–91                           | Boavista FC                                                                              | Costa do Estoril                                                                         | União Ferreirense                                                                        |                                                                                          |
| 1989–90                           | Boavista FC                                                                              | Costa do Estoril                                                                         | União de Coimbra                                                                         |                                                                                          |
| 1988–89                           | Boavista FC                                                                              | Costa do Estoril                                                                         | União de Coimbra                                                                         |                                                                                          |
| 1987–88                           | Boavista FC                                                                              |                                                                                          |                                                                                          |                                                                                          |
| 1986–87                           | Boavista FC                                                                              |                                                                                          |                                                                                          |                                                                                          |
| 1985–86                           | Boavista FC                                                                              | Académico de Alvalade                                                                    | União de Coimbra                                                                         |                                                                                          |

## Palmarés
| Equipa               | Títulos | Vices | Épocas Campeões                                                                                            |
| -------------------- | ------- | ----- | --- |
| União 1.º Dezembro   | 12      | 3     | 1999–00, 2001–02, 2002–03, 2003–04, 2004–05, 2005–06, 2006–07, 2007–08, 2008–09, 2009–10, 2010–11, 2011–12 |
| Boavista FC          | 11      | 5     | 1985–86, 1986–87, 1987–88, 1988–89, 1989–90, 1990–91, 1991–92, 1992–93, 1993–94, 1994–95, 1996–97          |
| SL Benfica           | 5       | 0     | 2020–21, 2021–22, 2022–23, 2023-24, 2024-25                                                                |
| Gatões Futebol Clube | 3       | 2     | 1997–98, 1998–99, 2000–01                                                                                  |
| Sporting CP          | 2       | 5     | 2016–17, 2017–18                                                                                           |
| Atlético Ouriense    | 2       | 0     | 2012–13, 2013–14                                                                                           |
| CF Benfica           | 2       | 1     | 2014–15, 2015–16                                                                                           |
| SC Braga             | 1       | 2     | 2018–19 |
| ADC Lobão            | 1       | 1     | 1995–96 |

## Recordes
- Em 2011–12, o União 1.º Dezembro venceu o Campeonato Nacional pela 11ª vez consecutiva, totalizando 12 títulos.
- Em 2016–17, o Sporting CP venceu o Campeonato Nacional sem derrotas, atingindo a pontuação recorde de 74 pontos em 26 jogos (24 vitórias e 2 empates), com o máximo aproveitamento na história da competição (94.9% dos pontos alcançados).
- O recorde de maior goleada da história da I Divisão feminina em Portugal pertence ao ADC Lobão por 31-0 ao Amarante FC (1995-96), seguido das goleadas de Sporting CP e Boavista, por 26-0 frente a GD Queluz (1993-94) e CF Marecos (1996-97) respetivamente.

## Patrocinadores
Desde 2016, o Campeonato Nacional Feminino teve direitos de patrocínio do título de duas empresas.
| Período       | Patrocinador        | Marca                         | Logo |
| ------------- | ------------------- | ----------------------------- | ---- |
| Até 2016      | Nenhum Patrocinador | Campeonato Nacional Feminino  | ?    |
| 2016–2018     | Allianz             | Liga Futebol Feminino Allianz |      |
| 2018–presente | BPI                 | Liga BPI                      |      |

## Ver Também
- Taça de Portugal Feminina
- Supertaça Feminina
- Taça da Liga Feminina